# آني لوري ويلسون جيمس
آني لوري ويلسون جيمس (بالإنجليزية: Annie Laurie Wilson James)‏ هي صحفية أمريكية، (ولدت في لويفيل في الولايات المتحدة 1862  م).